# Svenska mästerskapen i kortbanesimning 2006
Svenska mästerskapen i kortbanesimning 2006 avgjordes i Fyrishov, Uppsala den 23–27 november 2006.

## Medaljsummering

### Herrar
| Gren            | Guld                                                                                                   | Guld                                                                                                   | Silver                                                                                                 | Silver                                                                                                 | Brons | Brons |
| 50 m frisim     | Stefan Nystrand 21,70                                                                                  | SK Neptun                                                                                              | Petter Stymne 21,90                                                                                    | SK Neptun                                                                                              | Marcus Piehl 21,99                                                                                          | Linköpings ASS                                                                                              |
| 100 m frisim    | Jonas Tilly 48,29                                                                                      | Trelleborgs SS                                                                                         | Marcus Piehl 48,35                                                                                     | Linköpings ASS                                                                                         | Jonas Persson 48,92                                                                                         | Malmö KK |
| 200 m frisim    | Jonas Persson 1.45,26                                                                                  | Malmö KK                                                                                               | Jonas Tilly 1.48,36                                                                                    | Trelleborgs SS                                                                                         | Christoffer Wikström 1.48,40                                                                                | Upsala S |
| 400 m frisim    | Johan Claar 3.54,45                                                                                    | Jönköpings SS                                                                                          | Pontus Ericsson 3.54,61                                                                                | Trelleborgs SS                                                                                         | Christoffer Wallin 3.56,92                                                                                  | Helsingborgs S                                                                                              |
| 1500 m frisim   | Johan Claar 15.28,21                                                                                   | Jönköpings SS                                                                                          | Christoffer Wallin 15.32,60                                                                            | Helsingborgs S                                                                                         | Adam Olsson 15.44,48                                                                                        | Trelleborgs SS                                                                                              |
| 50 m fjärilsim  | Lars Frölander 23,66                                                                                   | Linköpings ASS                                                                                         | Marcus Piehl 24,06                                                                                     | Linköpings ASS                                                                                         | Erik Andersson 24,49                                                                                        | Linköpings ASS                                                                                              |
| 100 m fjärilsim | Lars Frölander 52,27                                                                                   | Linköpings ASS                                                                                         | Erik Andersson 53,13                                                                                   | Linköpings ASS                                                                                         | Erik Dorch 54,54                                                                                            | Linköpings ASS                                                                                              |
| 200 m fjärilsim | Simon Sjödin 1.59,04                                                                                   | Södertörns SS                                                                                          | Johan Claar 2.02,12                                                                                    | Jönköpings SS                                                                                          | Samba Sjödin 2.02,96                                                                                        | SK Neptun                                                                                                   |
| 50 m ryggsim    | Per Nylin 25,23                                                                                        | Norrköpings KK                                                                                         | Jens Pettersson 25,55                                                                                  | Stockholms KK                                                                                          | Konstantin Sundin 25,80                                                                                     | Spårvägens SF                                                                                               |
| 100 m ryggsim   | Simon Sjödin 54,78                                                                                     | Södertörns SS                                                                                          | Konstantin Sundin 55,43                                                                                | Spårvägens SF                                                                                          | Jens Pettersson 55,62                                                                                       | Stockholms KK                                                                                               |
| 200 m ryggsim   | Konstantin Sundin 2.00,14                                                                              | Spårvägens SF                                                                                          | Mattias Carlsson 2.01,90                                                                               | SK Götene                                                                                              | Niklas Gustafsson 2.02,32                                                                                   | Oskarhamns SS                                                                                               |
| 50 m bröstsim   | Per Nylin 27,44                                                                                        | Norrköpings KK                                                                                         | Martin Gustavsson 27,57                                                                                | Malmö KK                                                                                               | Jakob Dorch 27,94                                                                                           | Linköpings ASS                                                                                              |
| 100 m bröstsim  | Martin Gustavsson 59,02                                                                                | Malmö KK                                                                                               | Per Nylin 1.00,50                                                                                      | Norrköpings KK                                                                                         | Jakob Dorch 1.00,85                                                                                         | Linköpings ASS                                                                                              |
| 200 m bröstsim  | Martin Gustavsson 2.08,97                                                                              | Malmö KK                                                                                               | Elias Lindskog 2.15,35                                                                                 | Ystads SS                                                                                              | Joakim Tell 2.18,06                                                                                         | Ystads SS                                                                                                   |
| 100 m medley    | Per Nylin 54,85                                                                                        | Norrköpings KK                                                                                         | Erik Dorch 55,40                                                                                       | Linköpings ASS                                                                                         | Sebastian Wikström 56,14                                                                                    | Upsala S |
| 200 m medley    | Axel Pettersson 2.00,18                                                                                | SK Neptun                                                                                              | Erik Samuelsson 2.00,40                                                                                | Väsby SS                                                                                               | Rasmus Regnstrand 2.02,33                                                                                   | SK Neptun                                                                                                   |
| 400 m medley    | Axel Pettersson 4.19,60                                                                                | SK Neptun                                                                                              | Erik Samuelsson 4.23,39                                                                                | Väsby SS                                                                                               | Martin Persson 4.25,96                                                                                      | Malmö KK |
| 4x50 m frisim   | SK Neptun 1.27,93                                                                                      | SK Neptun 1.27,93                                                                                      | Linköpings ASS, lag 1 1.28,08                                                                          | Linköpings ASS, lag 1 1.28,08                                                                          | Linköpings ASS, lag 2 1.30,65                                                                               | Linköpings ASS, lag 2 1.30,65                                                                               |
| 4x50 m frisim   | Pontus Flodqvist (22,76) Stefan Nystrand (21,16) Johan Wallberg (21,95) Petter Stymne (22,06)          | Pontus Flodqvist (22,76) Stefan Nystrand (21,16) Johan Wallberg (21,95) Petter Stymne (22,06)          | Marcus Piehl (21,99) Lars Frölander (21,92) Erik Dorch (21,95) Erik Andersson (22,22)                  | Marcus Piehl (21,99) Lars Frölander (21,92) Erik Dorch (21,95) Erik Andersson (22,22)                  | Kristofer Johansson (23,04) Hans Albrektsson (22,49) Jacob Nordin (22,28) Klas Wiréhn (22,84)               | Kristofer Johansson (23,04) Hans Albrektsson (22,49) Jacob Nordin (22,28) Klas Wiréhn (22,84)               |
| 4x100 m frisim  | Linköpings ASS 3.13,67                                                                                 | Linköpings ASS 3.13,67                                                                                 | SK Neptun 3.14,88                                                                                      | SK Neptun 3.14,88                                                                                      | Upsala S 3.19,45                                                                                            | Upsala S 3.19,45                                                                                            |
| 4x100 m frisim  | Marcus Piehl (48,80) Erik Andersson (48,49) Erik Dorch (48,77) Lars Frölander (47,61)                  | Marcus Piehl (48,80) Erik Andersson (48,49) Erik Dorch (48,77) Lars Frölander (47,61)                  | Petter Stymne (48,82) Stefan Nystrand (46,71) Johan Wallberg (49,22) Peter Edvardsson (50,13)          | Petter Stymne (48,82) Stefan Nystrand (46,71) Johan Wallberg (49,22) Peter Edvardsson (50,13)          | Christoffer Wikström (49,21) Sebastian Wikström (48,55) Jonas Ekman (51,03) Tomas Andersson (50,66)         | Christoffer Wikström (49,21) Sebastian Wikström (48,55) Jonas Ekman (51,03) Tomas Andersson (50,66)         |
| 4x200 m frisim  | Linköpins ASS 7.17,38                                                                                  | Linköpins ASS 7.17,38                                                                                  | SK Neptun 7.18,55                                                                                      | SK Neptun 7.18,55                                                                                      | Malmö KK 7.22,98                                                                                            | Malmö KK 7.22,98                                                                                            |
| 4x200 m frisim  | Erik Andersson (1.48,21) Lars Frölander (1.49,73) Marcus Piehl (1.48,08) Kristofer Johansson (1.51,36) | Erik Andersson (1.48,21) Lars Frölander (1.49,73) Marcus Piehl (1.48,08) Kristofer Johansson (1.51,36) | Peter Edvardsson (1.50,49) Axel Pettersson (1.51,19) Stefan Nystrand (1.46,96) Petter Stymne (1.49,91) | Peter Edvardsson (1.50,49) Axel Pettersson (1.51,19) Stefan Nystrand (1.46,96) Petter Stymne (1.49,91) | Jonas Persson (1.45,11) Tobias Lindbom (1.52,96) Sten-Olof Gustavsson (1.52,85) Martin Gustavsson (1.52,06) | Jonas Persson (1.45,11) Tobias Lindbom (1.52,96) Sten-Olof Gustavsson (1.52,85) Martin Gustavsson (1.52,06) |
| 4x50 m medley   | Linköpings ASS 1.38,51                                                                                 | Linköpings ASS 1.38,51                                                                                 | Malmö KK 1.39,87                                                                                       | Malmö KK 1.39,87                                                                                       | Norrköpings KK 1.40,96                                                                                      | Norrköpings KK 1.40,96                                                                                      |
| 4x50 m medley   | Marcus Piehl (25,93) Jakob Dorch (27,42) Lars Frölander (23,14) Erik Dorch (22,02)                     | Marcus Piehl (25,93) Jakob Dorch (27,42) Lars Frölander (23,14) Erik Dorch (22,02)                     | Ola Fagerstrand (27,05) Martin Gustavsson (27,12) Daniel Carlsson (24,17) Jonas Persson (21,53)        | Ola Fagerstrand (27,05) Martin Gustavsson (27,12) Daniel Carlsson (24,17) Jonas Persson (21,53)        | Michael Kostesic (27,00) Per Nylin (26,62) David Gustafsson (24,64) Björn Gunnarsson (22,70)                | Michael Kostesic (27,00) Per Nylin (26,62) David Gustafsson (24,64) Björn Gunnarsson (22,70)                |
| 4x100 m medley  | Linköpings ASS 3.37,06                                                                                 | Linköpings ASS 3.37,06                                                                                 | Malmö KK 3.39,31                                                                                       | Malmö KK 3.39,31                                                                                       | SK Neptun 3.41,68                                                                                           | SK Neptun 3.41,68                                                                                           |
| 4x100 m medley  | Erik Andersson (56,61) Jakob Dorch (1.00,63) Lars Frölander (51,60) Marcus Piehl (48,22)               | Erik Andersson (56,61) Jakob Dorch (1.00,63) Lars Frölander (51,60) Marcus Piehl (48,22)               | Olof Gustafsson (57,41) Martin Gustavsson (58,86) Daniel Carlsson (55,64) Jonas Persson (47,40)        | Olof Gustafsson (57,41) Martin Gustavsson (58,86) Daniel Carlsson (55,64) Jonas Persson (47,40)        | Petter Stymne (56,96) Niklas Tour (1.02,65) Axel Pettersson (54,36) Stefan Nystrand (47,71)                 | Petter Stymne (56,96) Niklas Tour (1.02,65) Axel Pettersson (54,36) Stefan Nystrand (47,71)                 |

### Damer
| Gren            | Guld                                                                                                  | Guld                                                                                                  | Silver                                                                                                  | Silver                                                                                                  | Brons                                                                                               | Brons                                                                                               |
| 50 m frisim     | Therese Alshammar 24,17                                                                               | SK Neptun                                                                                             | Anna-Karin Kammerling 24,78                                                                             | Sundsvalls SS                                                                                           | Magdalena Kuras 24,99                                                                               | Malmö KK                                                                                            |
| 100 m frisim    | Josefin Lillhage 53,84                                                                                | Väsby SS                                                                                              | Magdalena Kuras 54,76                                                                                   | Malmö KK                                                                                                | Ida Marko-Varga 54,80                                                                               | SK Ran                                                                                              |
| 200 m frisim    | Josefin Lillhage 1.55,58                                                                              | Väsby SS                                                                                              | Petra Granlund 1.58,73                                                                                  | Väsby SS                                                                                                | Ida Marko-Varga 1.58,79                                                                             | SK Ran                                                                                              |
| 400 m frisim    | Josefin Lillhage 4.05,89                                                                              | Väsby SS                                                                                              | Gabriella Fagundez 4.08,25                                                                              | SK Ran                                                                                                  | Linda Jönsson 4.15,27                                                                               | Ystads SS                                                                                           |
| 800 m frisim    | Gabriella Fagundez 8.40,98                                                                            | SK Ran                                                                                                | Eva Berglund 8.44,10                                                                                    | Jönköpings SS                                                                                           | Linda Jönsson 8.47,15                                                                               | Ystads SS                                                                                           |
| 50 m fjärilsim  | Therese Alshammar 25,53                                                                               | SK Neptun                                                                                             | Anna-Karin Kammerling 25,61                                                                             | Sundsvalls SS                                                                                           | Cecilia Rasmuson 27,08                                                                              | Täby Sim                                                                                            |
| 100 m fjärilsim | Anna-Karin Kammerling 57,70                                                                           | Sundsvalls SS                                                                                         | Johanna Sjöberg 59,25                                                                                   | Spårvägens SF                                                                                           | Ida Marko-Varga 59,76                                                                               | SK Ran                                                                                              |
| 200 m fjärilsim | Gabriella Fagundez 2.09,87                                                                            | SK Ran                                                                                                | Petra Granlund 2.11,51                                                                                  | Väsby SS                                                                                                | Sandra Nilsson 2.09,87                                                                              | Sjöbo SS                                                                                            |
| 50 m ryggsim    | Therese Alshammar 28,00                                                                               | SK Neptun                                                                                             | Therese Svendsen 28,53                                                                                  | SK Ran                                                                                                  | Anna-Karin Kammerling 28,61                                                                         | Sundsvalls SS                                                                                       |
| 100 m ryggsim   | Therese Svendsen 1.00,88                                                                              | SK Ran                                                                                                | Carin Möller 1.00,98                                                                                    | Kalmar SS                                                                                               | Lina Edlund 1.02,31                                                                                 | Jönköpings SS                                                                                       |
| 200 m ryggsim   | Therese Svendsen 2.08,92                                                                              | SK Ran                                                                                                | Carin Möller 2.08,99                                                                                    | Kalmar SS                                                                                               | Eleonor Lindborg 2.12,45                                                                            | Trelleborgs Kappsim                                                                                 |
| 50 m bröstsim   | Rebecca Ejdervik 31,61                                                                                | Täby Sim                                                                                              | Hanna Eriksson 31,67                                                                                    | Södertälje SS                                                                                           | Jennie Johansson 32,06                                                                              | Upsala S                                                                                            |
| 100 m bröstsim  | Hanna Westrin 1.08,38                                                                                 | Sundsvalls SS                                                                                         | Hanna Eriksson 1.08,93                                                                                  | Södertälje SS                                                                                           | Joline Höglund 1.09,51                                                                              | Göteborg Sim                                                                                        |
| 200 m bröstsim  | Hanna Westrin 2.26,66                                                                                 | Sundsvalls SS                                                                                         | Joline Höglund 2.29,77                                                                                  | Göteborg Sim                                                                                            | Josefin Wede 2.29,82                                                                                | SK Sydsim                                                                                           |
| 100 m medley    | Hanna Eriksson 1.01,16                                                                                | Södertälje SS                                                                                         | Sara Thydén 1.01,98                                                                                     | Kalmar SS                                                                                               | Ida Sandin 1.03,15                                                                                  | Väsby SS                                                                                            |
| 200 m medley    | Stina Gardell 2.13,30                                                                                 | Spårvägens SF                                                                                         | Sara Thydén 2.13,38                                                                                     | Kalmar SS                                                                                               | Ida Sandin 2.16,13                                                                                  | Väsby SS                                                                                            |
| 400 m medley    | Sara Thydén 4.41,43                                                                                   | Kalmar SS                                                                                             | Ida Sandin 4.42,74                                                                                      | Väsby SS                                                                                                | Linda Jönsson 4.45,16                                                                               | Ystads SS                                                                                           |
| 4x50 m frisim   | SK Neptun 1.41,30                                                                                     | SK Neptun 1.41,30                                                                                     | Väsby SS 1.42,01                                                                                        | Väsby SS 1.42,01                                                                                        | Spårvägens SF 1.43,58                                                                               | Spårvägens SF 1.43,58                                                                               |
| 4x50 m frisim   | Annalena Hanson (26,36) Hanna Lundström (25,30) Cathrin Carlzon (25,66) Therese Alshammar (23,98)     | Annalena Hanson (26,36) Hanna Lundström (25,30) Cathrin Carlzon (25,66) Therese Alshammar (23,98)     | Therese Mattsson (26,65) Josefin Lillhage (24,36) Petra Granlund (25,95) Malin Svahnström (25,05)       | Therese Mattsson (26,65) Josefin Lillhage (24,36) Petra Granlund (25,95) Malin Svahnström (25,05)       | Johanna Sjöberg (25,26) Stina Gardell (25,94) Natasha Sundin (26,39) Sofie Gardell (25,99)          | Johanna Sjöberg (25,26) Stina Gardell (25,94) Natasha Sundin (26,39) Sofie Gardell (25,99)          |
| 4x100 m frisim  | Väsby SS 3.39,88                                                                                      | Väsby SS 3.39,88                                                                                      | SK Neptun 3.43,17                                                                                       | SK Neptun 3.43,17                                                                                       | Södertörns SS 3.46,79                                                                               | Södertörns SS 3.46,79                                                                               |
| 4x100 m frisim  | Ida Sandin (56,82) Josefin Lillhage (52,63) Malin Svahnström (55,38) Petra Granlund (55,05)           | Ida Sandin (56,82) Josefin Lillhage (52,63) Malin Svahnström (55,38) Petra Granlund (55,05)           | Therese Alshammar (53,77) Annalena Hanson (56,81) Hanna Lundström (55,93) Cathrin Carlzon (56,66)       | Therese Alshammar (53,77) Annalena Hanson (56,81) Hanna Lundström (55,93) Cathrin Carlzon (56,66)       | Fanny D Lillieström (57,60) Susannah Moonan (56,37) Sarah Sjöström (56,89) Cecilia Sjöholm (55,93)  | Fanny D Lillieström (57,60) Susannah Moonan (56,37) Sarah Sjöström (56,89) Cecilia Sjöholm (55,93)  |
| 4x200 m frisim  | Väsby SS 7.59,94                                                                                      | Väsby SS 7.59,94                                                                                      | Jönköpings SS 8.10,41                                                                                   | Jönköpings SS 8.10,41                                                                                   | Linköpings ASS 8.16,57                                                                              | Linköpings ASS 8.16,57                                                                              |
| 4x200 m frisim  | Ida Sandin (2.02,08) Josefin Lillhage (1.57,01) Malin Svahnström (2.01,13) Petra Granlund (1.59,72)   | Ida Sandin (2.02,08) Josefin Lillhage (1.57,01) Malin Svahnström (2.01,13) Petra Granlund (1.59,72)   | Eva Berglund (2.03,63) Martina Granström (2.01,59) Ann Berglund (2.03,89) Lina Edlund (2.01,30)         | Eva Berglund (2.03,63) Martina Granström (2.01,59) Ann Berglund (2.03,89) Lina Edlund (2.01,30)         | Sanna Öhgren (2.04,40) Astrid Armgarth (2.03,41) Emilia Nilsson (2.03,68) Sara Crifält (2.05,08)    | Sanna Öhgren (2.04,40) Astrid Armgarth (2.03,41) Emilia Nilsson (2.03,68) Sara Crifält (2.05,08)    |
| 4x50 m medley   | SK Neptun 1.51,07                                                                                     | SK Neptun 1.51,07                                                                                     | Sundsvalls SS 1.53,21                                                                                   | Sundsvalls SS 1.53,21                                                                                   | SK Ran 1.53,81                                                                                      | SK Ran 1.53,81                                                                                      |
| 4x50 m medley   | Katarina Tour (29,29) Ebba Nyberg (31,49) Therese Alshammar (25,24) Hanna Lundström (25,05)           | Katarina Tour (29,29) Ebba Nyberg (31,49) Therese Alshammar (25,24) Hanna Lundström (25,05)           | Jenny Lindström (30,87) Hanna Westrin (31,22) Anna-Karin Kammerling (25,32) Alexandra Johansson (25,80) | Jenny Lindström (30,87) Hanna Westrin (31,22) Anna-Karin Kammerling (25,32) Alexandra Johansson (25,80) | Therese Svendsen (28,89) Caroline Drab (32,10) Gabriella Fagundez (27,29) Ida Marko-Varga (25,53)   | Therese Svendsen (28,89) Caroline Drab (32,10) Gabriella Fagundez (27,29) Ida Marko-Varga (25,53)   |
| 4x100 m medley  | SK Ran 4.04,78                                                                                        | SK Ran 4.04,78                                                                                        | Väsby SS 4.08,00                                                                                        | Väsby SS 4.08,00                                                                                        | SK Neptun 4.08,50                                                                                   | SK Neptun 4.08,50                                                                                   |
| 4x100 m medley  | Therese Svendsen (1.00,41) Caroline Drab (1.10,42) Gabriella Fagundez (59,58) Ida Marko-Varga (54,37) | Therese Svendsen (1.00,41) Caroline Drab (1.10,42) Gabriella Fagundez (59,58) Ida Marko-Varga (54,37) | Malin Svahnström (1.04,33) Ida Sandin (1.10,35) Petra Granlund (1.00,22) Josefin Lillhage (53,10)       | Malin Svahnström (1.04,33) Ida Sandin (1.10,35) Petra Granlund (1.00,22) Josefin Lillhage (53,10)       | Hanna Lundström (1.03,69) Katarina Tour (1.10,37) Therese Alshammar (57,96) Cathrin Carlzon (56,48) | Hanna Lundström (1.03,69) Katarina Tour (1.10,37) Therese Alshammar (57,96) Cathrin Carlzon (56,48) |